# Present (temps)

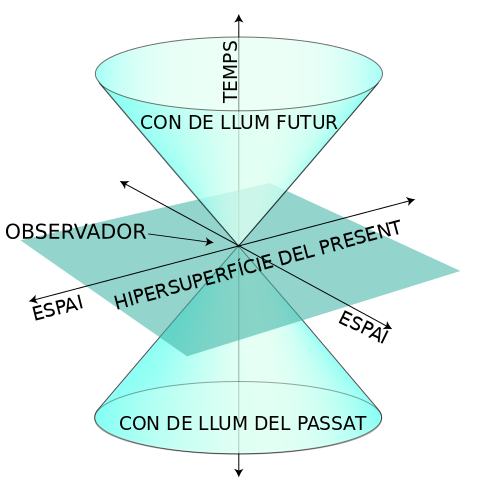
Cons de llum futur i passat d'un esdeveniment qualsevol. El present ve reflectit segons el marc de la teoria clàssica

En general, s'utilitza el terme present per a referir-se al conjunt d'esdeveniments que estan tenint lloc en el moment de prendre la referència, en oposició al passat i el futur.
En física, es denomina present d'un esdeveniment A tots els punts de l'espaitemps que no pertanyen ni al passat ni al futur del punt A; és a dir, tots els punts que no poden influir en el que es produeix a A ni ser influïts pel que es produeix a A.
En física clàssica, el present d'un esdeveniment només depèn de la seva posició en el temps i és representat gràficament per un hiperplà que conté tots els punts que comparteixen la coordenada temporal amb A.
En relativitat especial, el present equival a tots els punts des dels quals un raig de llum no podria assolir el punt A i que tampoc podrien ser tocats per un raig provinent de A. Per a un esdeveniment qualsevol pertanyent al present de A sempre és possible trobar un observador per al qual ambdós esdeveniments es produeixen simultàniament. En altres termes, pot dir-se que dos esdeveniments estan en el present quan no poden connectar-se causalment.